# Adam Działyński
Adam Działyński herbu Ogończyk (ur. w 1614 roku – zm. między 15 października a 1 listopada 1660 w bitwie pod Cudnowem) – starosta bratiański, rotmistrz husarski.
Syn Pawła Jana i Jadwigi Marianny Czarnkowskiej, wnuk Mikołaja (1540–1604), wojewody chełmińskiego.
W 1648 roku był elektorem Jana II Kazimierza Wazy z województwa chełmińskiego.
W czasie potopu szwedzkiego bronił Malborka u boku Jakuba Wejhera, sprzeciwiając się do końca kapitulacji. Po upadku Malborka przedarł się do obozu Jana Kazimierza i brał udział w walkach u boku Jerzego Lubomirskiego. Wsławił się w walkach w Prusach jako rotmistrz utworzonej przez siebie chorągwi wolontarskiej. W 1660 wystawił własnym sumptem chorągiew husarii i brał udział w kampanii cudnowskiej przeciw siłom kozacko–moskiewskich. Walczył w bitwach pod Lubarem i Słobodyszczami. Ranny podczas wycofywania się spod Cudnowa. Umierając wyraził życzenie, aby pochowano go w habicie św. Franciszka w klasztorze reformatów w Łąkach k. Nowego Miasta w pobliżu Bratiana, którego był starostą od 1644 roku. Opiekę nad dziećmi oddał porucznikowi swej chorągwi Aleksandrowi Polanowskiemu. W 1662 roku Sejm w uznaniu zasług przyznał Zofii Katarzynie – wdowie po Adamie, dożywocie na starostwie bratiańskim, a dzieciom prawo korzystania z tego starostwa do 15 lat po śmierci matki.
Poseł sejmiku generalnego pruskiego na sejm nadzwyczajny 1652 roku, sejm zwyczajny 1654 roku, sejm 1655 i 1659 roku.
Ożenił się w 1655 z Zofią Katarzyną Kobierzycką i miał z nią dwóch synów:
Stanisława i Tomasza oraz córkę Jadwigę.